# 賛美歌
賛美歌（さんびか、讃美歌）は、キリスト教（特にプロテスタント教会）において、礼拝や集会等で歌われる、神をたたえる歌のことである。「賛美」と言う場合には「賛美」・「讃美」のどちらの文字も使われるが、讃美歌集の書名には讃美歌の文字を使用することが多い。「聖歌」とも呼ばれるが、以下に説明する通り「聖歌」は「讃美歌」より多義的であり、指すものの範囲が広い。

## 讃美歌と聖歌
讃美歌
教会の会衆によって賛美される、世の民衆への証し的な性格を持つもの、特にプロテスタントを中心として西方教会で用いられる宗教歌を指す。（以下、本項ではこのプロテスタントの讃美歌について詳述する。）
聖歌
古代・中世から続く宗教歌、東方教会（正教会・東方諸教会）の奉神礼に用いられる歌、カトリック教会・聖公会等の典礼歌、および上記に挙げた狭義の「讃美歌」が含まれる。
讃美歌の曲集に「聖歌」のタイトルが付けられている場合も少なくないが、「讃美歌」というタイトルの曲集と「聖歌」というタイトルの曲集に本質的な差異は無い場合もあり、編集の基準も同様となっていて同じ曲を採用している場合もある。なお、カトリック教会では「聖歌」と呼んで「讃美歌」とは呼ばず、歌の内容も異なるものが多い。

## 歴史

### 聖書の時代
モーセが紅海を渡ったあとでエジプト軍が波に飲まれるのを見たとき、モーセとイスラエルの民は主を賛美してこの歌をうたった。（出エジプト記15:1a 聖書：新共同訳）とあるのが聖書における最初の記事である。詩篇は「歌った」「歌う」と書いてあるので、これらはその時代の賛美歌の歌詞であると考えることができる（特に、「セラ」は間奏であると考える学者もいる。）。
新約聖書では、最後の晩餐のあと「一同は賛美の歌をうたってから、オリーブ山へ出かけた。」（マタイによる福音書26:30 聖書：新共同訳）等の記事が見られる。
パウロは、新約聖書時代の当時歌われた歌を「詩と賛美と霊の歌」という三種類に分類している。教会音楽史家エドワード・ディキンスンは「詩」を詩篇、「賛美」を詩篇以外の旧約の歌、「霊の歌」を初代教会の信徒のよる創作賛美歌としている。初代教会では、旧約聖書の歌を受け継ぎながらも、古い歌では表現しきれない信仰体験を著すための賛美歌を創作していたと思われる。
このように、歌を以て礼拝する伝統は聖書の時代からキリスト教教会に存在していた。ただし、狭義の賛美歌の歴史は中世末期頃に始まる。
初代教会より、手拍子や打楽器等を用いて民衆的讃美が礼拝に持ち込まれることが慣例化していた。そのため礼拝の公同性を維持するために367年に、ラオデキヤの宗教会議で礼拝で打楽器の使用と会衆が歌唱に参加することを禁止した。その後教会音楽は、宗教改革まで聖歌隊が独占するようになった。

### 宗教改革までの西方教会
西方教会で最初に讃美歌を作ったのは、ヒラリウスであると言われている。小アジアへ亡命していたときに聞いた東方教会の賛美を聞いて、ラテン語の歌集を著した。その後、アンブロシウスがミラノ教会から追放されそうになった時に、人々が団結して教会と司教を守った。その時に、会衆を鼓舞するために、東方教会の風習にならって聖歌が歌われた。その後、アンブロシウスの歌は民衆に広まったが、教会の礼拝では用いられなかった。
ローマ教皇グレゴリオ1世がそれまでの歌曲を改編して、「グレゴリオ聖歌」を作り上げて、ローマ教会の公認の聖歌になった。
9世紀に「セクェンチア」という新形式の歌が現れ、ミサの中に取り入られる。創始者は、スイスの修道士ノートカーであった。さらに、クリューニーのベルナールになると複雑なものになり、12世紀の聖ヴィクトルのアダムによって完成された。
レオ10世の時に、聖歌の統制運動が起こり、クレメンス7世の時に公認され、統制された歌のみによって、「日祷書」が成立した。

### 宗教改革後のプロテスタントのドイツの讃美歌
ルターの宗教改革は、ドイツ語聖書と信仰問答書と讃美歌によって進められた。プロテスタントの最初の歌集は「8歌集」である。そのうち4曲はルター作であった。ルターの讃美歌は、初期は改革運動のために意思的、戦闘的であった。後期になると、教会的、教訓的になった。この時の讃美歌作者には、ルターの他、デキウス、ヴァイセ、ヘルベルト、ニコライ、ヘルベルガーなどがいる。
三十年戦争後のプロテスタント教会は形骸化していった。人々は、心の潤いを中世の神秘主義に求め、敬虔主義が起きる事になった。この時代の讃美歌は、個人的、神秘的である。この時代の作者には、リスト、パウル・ゲルハルト、ノイマルク、シェフラーなどがいる。
18世紀半ば以降の、近代主義のヨーロッパにおいては、神学が哲学化されて、合理化されて、自由主義化した。教会は霊的に無力化していた。讃美歌も、16、17世紀の古い歌の不適切な用語や不規則な韻律が修正された。しかし、19世紀はじめに、その反動としての福音主義が起こった。この時代以降の讃美歌は、聖書的表現と健全な教理を結びつけて、福音的な内容になった。作者としてはゲラート、フリードリヒ・クロプシュトック、クラウディウス、などがいる。

### イギリスの讃美歌
イギリスの讃美歌の源流は、ラテン語聖歌とイギリス古来の宗教的民謡とドイツの讃美歌と英訳聖書である。18世紀の始めに、アイザック・ウォッツによって最初の讃美歌集が出版されると、次々に讃美歌が発表された。
ヘンリー8世の宗教改革から1700年までが、イギリス讃美歌史の第1期である。16世紀中ごろ、ヘンリー8世の付き人であったスタンホールドとその弟子ホプキンズによる『旧訳詩篇歌』と17世紀の終わり頃に、テイトと宮廷牧師プレイディーが作成した『新訳詩篇歌』が出た。これらは、一般社会に流布した。
1700年からの100年間を第2期とする。アイザック・ウォッツによって創作讃美歌がブームになった。メソジスト運動が起こり、チャールズ・ウェスレーが信仰体験を讃美歌にした。それに神学的に対抗してカルバン系の詩人も現れた。この時期の讃美歌の特徴は、非国教会教徒による作であることと、主観的、体験的が讃美歌であることである。この時期の有名な作家に、トップレディー、ジョン・ニュートン、クーパー、フォーセットなどがいる。
英国国教会が、オックスフォード運動を中心として活気付いた1800年以降が第3期である。国教会派の歌人を中心に進展した。特に、ユニテリアン派とスコットランド長老派は、優れた歌人を多数輩出した。この時代の作者には、レジナルド・ヒーバー、ライト、ベアリング・グールド、ジェームズ・モントゴメリ、バウリング、ホレイシャス・ボナー、マセスンなどがいる。
現代では、1970年代以降、グラハム・ケンドリックなどが、コンテンポラリー・ワーシップ・ミュージックの新しい賛美を開拓している。

### アメリカの讃美歌
1620年にピルグリム・ファーザーズがアメリカに上陸した時には、イギリスの詩篇歌（H.Ainsworth,1612）を歌っていたが、1640年には植民地独自の詩篇歌 Bay Psalm Bookを出版した。長らく詩篇歌のみで礼拝する時代が続くが、18世紀の中ごろより、アイザック・ウォッツの詩篇歌と讃美歌集が使用されるようになった。
独立戦争以降、アメリカでも創作讃美歌が作られるようになった。独立戦争から信仰復興運動までの第1期はイギリスの讃美歌の影響下にあった。18世紀のイギリスの讃美歌にあるような主観的、体験的傾向が強かった。
信仰復興運動が起こった、1860年代から1900年までが第2期である。この時代は、アメリカ独自の『福音唱歌』が作られた。大衆に合わせて、歌詞は平易で、旋律も歌いやすいものになった。その反面、文学的、音楽的価値に乏しい。
1900年以降の、第3期は社会的讃美歌が広まった。社会的讃美歌は社会問題をキリスト教的に解決しようとする運動に関係がある。個人の救いよりも、社会改革に重点を置いている。神の国、労働、人類愛、国際精神、世界平和などを主題にしている。
1960年以降、讃美歌に大衆音楽ポップスなどの要素を取り入れたコンテンポラリー・クリスチャン・ミュージックが発展して、社会的に影響を与えている。

### 日本の讃美歌
日本にプロテスタント宣教師が渡来したのは、1859年であった。1872年横浜で開かれた第1回宣教師大会の時に、ジェームス・バラが讃美歌の翻訳案を提示したのが最初のプロテスタント讃美歌であるといわれる。
1874年に、組合派、長老派、バプテスト派、メソジスト派などから、8種の歌集が出版された。
1903年に、別所梅之助らが、各派共通の讃美歌を出版した。
大正時代の半ばから、讃美歌の改訂の要望が起きて、1931年に別所梅之助らが改訂を行い。讃美歌の改訂版が出版された。
戦後になって、由木康らが中心になって、それまでの版を改訂して編まれて、日本基督教団讃美歌委員会による『讃美歌』（1954年から、刊行中）が出版された。これを補うかたちで『讃美歌第二編』が1967年に、さらに第三編にあたる『ともにうたおう――新しいさんびか五〇曲』が1974年に編まれた。1997年、日本基督教団讃美歌委員会による『讃美歌21』(日本基督教団出版局)が出版された。収録歌数は約600。名称は21世紀にむけての歌集という意味で「讃美歌21」となった。
中田羽後が編纂・翻訳して『聖歌』（1958年から2001年まで発行されていた、日本福音連盟／いのちのことば社）がよく使われていた。
日本教会音楽研究会・和田健治の編著による「聖歌（総合版）」(聖歌の友社)、日本福音連盟の新聖歌編集委員会により編集された「新聖歌」（教文館）なども刊行されている。
また、2004年に岡本倫原作の漫画「エルフェンリート」がアニメ化された際の主題歌「lilium」がラテン語かつ歌詞がキリスト教由来の為、長年無かった待望の新作賛美歌として世界の賛美歌合唱団に採用された。

## 讃美歌の構成

### 番号
ほとんどの讃美歌には題名が付いているものの、古い讃美歌や作者不明のものなど題名が判らないものも多く、歌を探しやすくするためもあり多くの讃美歌集には、歌ごとに番号が付けられており、題名が書かれていないものや最初の一句を題名の代わりに書いている讃美歌集も多い。

### 節
歌詞の1番、2番……を讃美歌では節という。これは、1番、2番…というとその讃美歌ではなく讃美歌集の1番、2番…という意味になるからである。讃美歌はいくつかの節を持っているものがほとんどである。しかし、前半が毎節違う歌詞で、後半は全節同じ歌詞となっているものも多い。この後半部分を「折り返し」または「繰り返し」と呼ぶ。英語では refrain である。前半を独唱で歌い、後半を合唱で応答するという形式の名残であると考えられる。

### ミーター（韻律）
ミーターは歌詞の音韻上の形式で、節のなかの音数（音節数）のことである。同じミーターの曲は、詞と曲とを入れ替えて歌うことができるため、欧米にはこれを利用した替え歌の習慣がある（日本語の詞の場合にはアクセントや音引きの関係で必ずしもうまく替え歌ができるとは限らない。そのせいか、日本では替え歌は一般的でない。また、日本の場合には近年になって訳詞されたものも多く、著作権法上の著作者人格権が消滅しておらず、替え歌には訳詞者本人の承諾も必要である）。
標準的なミーター：
- SM (ショート・ミーター) 66 86
- CM (コモン・ミーター) 86 86
- LM (ロング・ミーター) 88 88

### 編成
伝統的な讃美歌はコラールの編成、すなわち、混声四部合唱の編成で書かれることが多い。実際の礼拝では、多くオルガンで伴奏される。

### 讃美歌の名前
個々の讃美歌には名前が付いている場合が多い。しかし、讃美歌には替え歌の習慣があり、同じ詞に異なる曲が付いていたり、同じ曲に異なる詞が付いていることが多くある。また、同じ詞に違う訳が付いている場合がある。このため、次のように、歌詞や曲それぞれに名前を付けて呼び、区別している。また、讃美歌集の番号で呼ばれることも多くある。（特に礼拝では時間の短縮のため）
初行
歌詞は初行（最初の行）で呼ばれる。たとえば、「きよしこの夜」の原詞（ドイツ語）の初行は“Stille Nacht, heilige Nacht!”であり、英語詞は“Silent Night! Holy Night!”である。日本語詞は「きよしこの夜」である（ただし、JASRACへの登録（作品コード：044-0171-9）では、正題は「聖夜」である）。「いつくしみ深き」の初行は“What a friend we have in Jesus”である。また、初行以外のタイトルが付けられる場合がある。
チューンネーム
チューンとは曲のことであるから、曲の（歌詞でなくて音楽の方の）名前の意味である。日本の曲でもローマ字で付けられる。普通大文字を使い、「きよしこの夜」のチューンネームは“STILLE NACHT”である。「いつくしみ深き」のチューンネームは“CONVERSE”であるが、これは作曲者の名前からとったものである。なお、チューンネームを付けるのは、英語圏での習慣である。同じ曲でも、イギリスとアメリカでチューンネームが異なる場合もある。

## 日本の主な讃美歌集

### 共通讃美歌
- 讃美歌 (1954年版)
- 讃美歌第二編（1967年）
- 讃美歌21（1997年）

### 共通聖歌
- 聖歌 (日本福音連盟)（1958年、絶版）
- 新聖歌（2001年）
- 聖歌 (総合版)（2002年）

### アニメ由来
- lilium（ラテン語:2004年エルフェンリート主題歌）[2]